# NGC 2080
NGC 2080, även känd som Spökhuvudnebulosan, är en stjärnbildande region och en emissionsnebulosa söder om 30 Doradus (Tarantelnebulosan) i stjärnbilden Svärdfisken. Den tillhör Stora magellanska molnet, en satellitgalax till Vintergatan och ligger på ett avstånd av 168 000 ljusår. Den upptäcktes i december 1834 av William Herschel. Spökhuvudnebulosan har en diameter på 50 ljusår och är uppkallad efter de två distinkta vita fläckarna den har, kallade "spökets ögon". Den västra fläcken, kallad A1, har en bubbla i mitten som skapades av den unga, massiva stjärnan den innehåller. Den östra fläcken, kallad A2, har flera unga stjärnor i en nybildad stjärnhop, men de är fortfarande dolda av dess ursprungliga stoftmoln. Eftersom ingetdera stoftmolnet har försvunnit på grund av stjärnstrålningen har astronomer dragit slutsatsen att båda uppsättningarna stjärnor har bildats under de senaste 10 000 åren. Dessa stjärnor har tillsammans börjat skapa en bubbla i nebulosan med sina utsläpp av material, kallad stjärnvind.
Närvaron av stjärnor påverkar också nebulosans färg i hög grad. Den västra delen av nebulosan har en dominerande syreemissionslinje på grund av en kraftfull stjärna i nebulosans utkanter, som färgar den grön. Resten av nebulosans utkanter har en röd nyans på grund av jonisering av väte. Eftersom både väte och syre joniseras i den centrala regionen, verkar den vara blekgul. När väte är tillräckligt energiserat för att avge en andra våglängd av ljus, verkar den blå, som i området kring A1 och A2.
NGC 2080 bör inte förväxlas med Spöknebulosan (Sh2-136) eller Lilla Spöknebulosan (NGC 6369).